# Hakan Özmert
Hakan Özmert (* 3. Juni 1985 in Nantes) ist ein türkischer Fußballspieler, der zuletzt für Istanbul Başakşehir spielte.

## Karriere

### Verein
Hakan Özmert kam in der französischen Stadt Nantes zur Welt und startete hier mit sechs Jahren mit dem Vereinsfußball in der Jugend von FC Nantes. 1998 siedelte die Familie wieder in die Türkei zurück und Özmert spielte hier in der Jugend von Akyazıspor.
Im Frühjahr 2003 wurde er bei Sakaryaspor Profifußballer, spielte aber zweieinhalb Spielzeiten überwiegend für die Reservemannschaft und kam während dieser Zeit auf lediglich sieben Ligaeinsätze. 2003/04 befand er sich in dem Kader der Mannschaft die die Meisterschaft der TFF 1. Lig gewann und in die Süper Lig aufstieg.
Die zweite Hälfte der Spielzeit verbrachte er als Leihgabe beim Zweitligisten Karşıyaka SK.
2005/06 kehrte er zu Sakaryaspor zurück, das mittlerweile wieder abgestiegen war und in der TFF 1. Lig spielte. Hier gehörte er nun in den Kreis der regelmäßig zum Einsatz kommenden Spieler. Zum Saisonende gelang ihm mit seiner Mannschaft der Aufstieg zur Süper Lig. 2006/07 kam er auch in der Süper Lig für Sakaryaspor regelmäßig zum Einsatz.
Zur Spielzeit 2007/08 wechselte er zum Zweitligisten Antalyaspor. Hier wurde er auf Anhieb Stammspieler und schaffte mit seinem Team den sofortigen Aufstieg in die Süper Lig. Er spielte dann zwei Spielzeiten auch in der Süper Lig für Antalyaspor, kam aber nur gelegentlich zum Einsatz.
2010/11 wechselte er innerhalb der Liga zum Aufsteiger Kardemir Karabükspor und wurde auf Anhieb Stammspieler.
Zur neuen Saison wechselte er erneut, diesmal wieder innerhalb der Liga zum Aufsteiger Orduspor und wurde auf Anhieb Stammspieler.
Bereits zum Saisonende löste er nach gegenseitigem Einvernehmen mit Orduspor seinen Vertrag auf und wechselte kurze Zeit später zusammen mit seinem Teamkollegen Yalçın Ayhan zum Aufsteiger Kasımpaşa Istanbul. Bereits zur Winterpause verließ er diesen Verein nachdem zuvor sein Vertrag nach gegenseitigem Einvernehmen aufgelöst wurde.
Bereits nach einer halben Saison verließ er Kasımpaşa und kehrte zu seinem alten Verein Kardemir Karabükspor zurück. Nachdem er mit diesem Verein im Sommer 2015 den Klassenerhalt verfehlt hatte, wechselte Özmert zum Erstligisten Sivasspor. Im Frühjahr 2016 zog er innerhalb der Liga zu Istanbul Başakşehir weiter.

### Nationalmannschaft
Özmert fing früh an für die türkischen Jugendnationalmannschaften zu spielen. Er durchlief ab der U-16 die U-18 und U-19-Jugendmannschaften.